# 博尔哈·巴莱罗
博尔哈·巴莱罗·伊格莱西亚斯（西班牙語：Borja Valero Iglesias，1985年1月12日—）是一名西班牙足球运动员，司职中场。

## 俱乐部生涯
巴莱罗出自西班牙豪门俱乐部皇家马德里的青训体系， 2005年，他在皇家马德里B队开始职业足球生涯。2006年10月25日，他在西班牙国王杯皇家马德里和埃西哈的比赛第60分钟替补出场，首次代表皇马一线队在正式比赛亮相。 此外，他在2006年12月还代表皇马在欧洲冠军联赛出场一次，对手是基輔迪納摩。 不过，巴莱罗未能代表皇家马德里一队在联赛比赛中出场。
2007年8月，在被皇家马德里解约后，巴莱罗和皇家马洛卡签约五年。 2008年3月8日，他射进职业生涯的首个西甲联赛进球，帮助皇家马洛卡7比1击败韦尔瓦。 2007/08赛季，他为皇家马洛卡联赛出场34次，其中首发17次，总出场时间1892分钟，射进4球并贡献7次助攻，帮助球队获得联赛第7名。
2008年8月中旬，马洛卡宣布俱乐部拒绝英超升班马西布罗姆维奇对巴莱罗和奥斯卡·特雷霍的求购， 不过一周后，巴莱罗以创西布罗姆维奇球队转会纪录的700万欧元身价加盟球队，并签订一份为期四年的合同。 2008年8月26日，巴莱罗在英格兰联赛杯西布罗姆维奇1比3不敌哈特尔普尔联的比赛上演在英格兰的首秀。 巴莱罗在2008/09赛季为球队出场30次，但未能挽救球队降级的命运。虽然巴莱罗一度表达愿意随队踢次级联赛的想法， 但在赛季开始后，他改变主意并希望俱乐部能把他租借回皇家马洛卡。
在2009年夏季转会窗关闭前不久，巴莱罗租借回归皇家马洛卡。9月13日，他射进皇家马洛卡在西甲联赛历史的第1000个进球，帮助马洛卡1比1战平比利亞雷阿爾。 巴莱罗代表球队在该赛季的所有联赛都得到出场，最终帮助马洛卡获得联赛第五名，得到欧联杯的参赛资格，他也被西班牙足球周刊《Don Balón》评选为西甲联赛赛季最佳西班牙籍球员。 由于马洛卡无法负担巴莱罗转会所需的250万欧元，他在赛季结束后回归西布罗姆维奇。
2010/11赛季，巴莱罗被租借到另一支西甲球队比利亞雷阿爾一个赛季。 2010年9月12日，他在第一次代表比利亞雷阿爾出场即取得进球，帮助黄色潜水艇4比0战胜西班牙人。 他很快就成为比利亞雷阿爾的重要球员，赛季联赛出场35次，帮助球队获得联赛第四名和下赛季欧洲冠军联赛的参赛资格。2011年7月1日，比利亞雷阿爾宣布启用租借合同的买断条款，巴莱罗正式转会加盟球队。 他依然占据球队的主力地位，不过比利亞雷阿爾在欧冠联赛小组赛六战皆负被淘汰，联赛也深陷降级区，最后降入乙级联赛。
2012年8月1日，意大利足球甲级联赛球队佛罗伦萨和比利亞雷阿爾就巴莱罗的转会事宜达成一致。 3天后，他和队友一起正式转投佛罗伦萨。 他在2012/13赛季意甲联赛出场37次，进球1个并有11次助攻，帮助紫百合最终获得联赛第四名。
2017年7月10日，瓦萊羅以700萬歐元的身價，正式轉會國際米蘭，簽約3年。

## 国家队生涯
2004年，巴莱罗代表西班牙19岁以下国家足球队参加在瑞士举行的歐洲U-19足球錦標賽。他在决赛对阵土耳其的比赛第85分钟替补出场，并在伤停补时阶段第2分钟射进全场比赛的唯一一个进球，帮助西班牙夺得冠军。
2011年6月4日，他在西班牙和美国的国际友谊赛下半场替补出场，首次代表成年国家队亮相，他助攻射入比赛的最后一个进球。